# Эдвардс, Джеймс Берроуз
Джеймс Берроуз Эдвардс (англ. James Burrows Edwards; 24 июня 1927 — 26 декабря 2014) — американский государственный деятель. Занимал пост губернатора Южной Каролины с января 1975 по январь 1979 года. Также занимал пост министра энергетики США в кабинете Рональда Рейгана с января 1981 года по январь 1982 года.

## Биография
Во время Второй мировой войны служил в ВМС США в качестве офицера-резервиста. Получил медицинское образование в колледже Чарльстона и высшее образование в Луисвиллском университете по специальности «стоматология». В 1958—1960 гг. работал в качестве врача-стоматолога в клинике Генри Форда в Детройте. В 1960 г. открыл стоматологическую практику в Чарльстоне. В 1964 г. становится советником органов здравоохранения США в Чарльстоне. В 1966 г; назначен вице-президентом частной школе в Маунт-Плезанте, а с 1968 г. являлся врачом-стоматологом в Университете Южной Каролины.
Являлся представителем Республиканской партии, которая со времён Реконструкции в 1870-х гг. не играла в Южной Каролине значимой роли. Однако с конца Второй мировой войны и с активизацией Движения за гражданские права баланс сил в штате начал меняться в пользу республиканцев.
В 1972 г. Эдвардс был избран в Сенат Южной Каролины. Победив на губернаторских выборах 1974 г. с результатом 50,9 % голосов, он стал первым республиканцем, занявшим этот пост со времен Дэниела Генри Чемберлена, который был избран губернатором в 1874 г. За четырехлетний срок его полномочий восстановил смертную казнь, на которую ранее был введён мораторий и добился перераспределения образовательного бюджета школ в пользу менее обеспеченных школьных округов.
В 1981—1982 гг. — министр энергетики США в администрации Рональда Рейгана. Затем в течение 17 лет являлся руководителем медицинского факультета Университета Южной Каролины.
В 1997 г. был введен в Зал славы штата Южная Каролина.